# Kerron Stewart
Pour les articles homonymes, voir Stewart.
Kerron Stewart (née le 16 avril 1984 à Kingston) est une athlète jamaïcaine spécialiste du sprint. Elle obtint ses meilleurs résultats en individuel en 2008 et 2009 avec trois médailles internationales sur le sprint. Si son départ est moyen, elle fait en revanche partie des meilleures finisseuses reprenant régulièrement des décimètres sur ses adversaires en fin de 100 mètres.

## Biographie

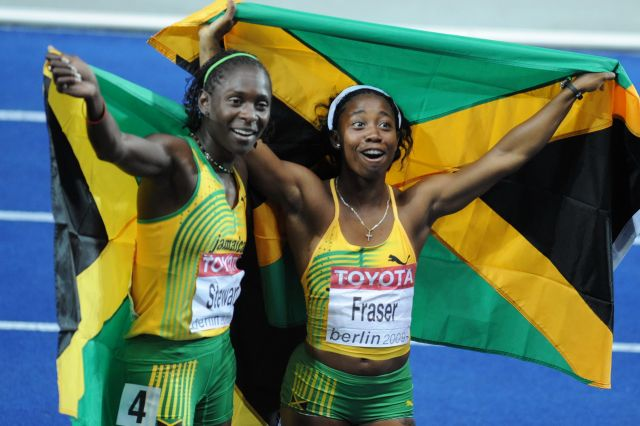
Kerron Stewart aux côtés de Shelly-Ann Fraser lors des Championnats du monde 2009.

Kerron Simpson se révèle en 2000 à l'âge de seize ans en remportant le 100 mètres des Jeux de la CARIFTA des moins de 18 ans, puis en décrochant la médaille d'argent du relais 4 × 100 m des Championnats du monde juniors aux côtés de ses coéquipières jamaïcaines. Participant dès l'année suivante aux Championnats du monde jeunesse de Debrecen, compétition mettant aux prises les meilleurs athlètes internationaux de moins de dix-huit ans, Simpson termine deuxième de la finale du 100 m derrière l'Américaine Lauryn Williams et obtient une nouvelle médaille d'argent au titre du relais 4 × 100 m. Vainqueur du 100 m des Jeux de la Carifta juniors en 2003, elle est sélectionnée dans l'équipe sénior de Jamaïque pour participer aux Jeux panaméricains de Saint-Domingue. Lors de la préparation, la native de Kingston se blesse gravement après avoir percutée une baie vitrée lors d'une chute intervenue dans le village des athlètes. Opérée d'urgence, elle subit la pose de 39 points de suture et est contraint de mettre un terme à sa saison.
Le 28 juin 2008, elle bat son record personnel sur 100m à l'occasion des sélections jamaïcaines particulièrement relevées en réalisant un temps de 10 s 80 et devançant ses compatriotes Shelly-Ann Fraser (10 s 85), Sherone Simpson (10 s 87) et Veronica Campbell-Brown (10 s 88), empêchant donc Campbell de se qualifier pour le 100m des Jeux olympiques de Pékin. Le 17 août 2008, Stewart décroche la médaille d'argent du 100 m olympique avec le temps de 10 s 98, identique à celui de sa compatriote Sherone Simpson. La course est remportée par Shelly-Ann Fraser, la troisième Jamaïcaine de la finale. Quatre jours plus tard, Kerron Stewart monte sur la troisième marche du podium de la finale du 200 m derrière Veronica Campbell-Brown et Allyson Felix.
Le 10 juillet 2009, Kerron Stewart établit la meilleure performance mondiale de l'année sur 100 m avec le temps de 10 s 75 lors du Meeting Golden Gala de Rome, 3e étape de la Golden League 2009 Améliorant son record personnel de cinq centièmes, la Jamaïcaine réalise la course la plus rapide sur l'épreuve-reine depuis la saison 1999 (10 s 70 par Marion Jones lors des Mondiaux de Séville 1999). Le 17 août 2009, lors des Championnats du monde de Berlin, Stewart se classe deuxième de la finale du 100 m dans le temps de 10 s 75, derrière sa compatriote Shelly-Ann Fraser.
Le 2 mai 2018, elle annonce qu'elle prendra sa retraite à l'issue de la saison. Le 16 juin, elle remporte le Meeting d'athlétisme de Marseille en 11 s 25 (- 0,3 m/s), devant la Française Orlann Ombissa-Dzangue (11 s 28). Elle met un terme à sa carrière le 6 septembre 2018.

## Palmarès
| Date | Compétition                   | Lieu              | Résultat | Épreuve       | Temps         |
| ---- | ----------------------------- | ----------------- | -------- | ------------- | ------------- |
| 2000 | Championnats du monde juniors | Santiago du Chili | 2e       | 4 × 100 m     | 44 s 05       |
| 2001 | Championnats du monde cadets  | Debrecen          | 2e       | 100 m         | 11 s 72       |
| 2001 | Championnats du monde cadets  | Debrecen          | 2e       | Relais medley | 2 min 07 s 45 |
| 2002 | Championnats du monde juniors | Kingston          | 4e       | 100 m         | 11 s 53       |
| 2002 | Championnats du monde juniors | Kingston          | 1re      | 4 × 100 m     | 43 s 40       |
| 2007 | Championnats du monde         | Osaka             | 7e       | 100 m         | 11 s 12       |
| 2007 | Championnats du monde         | Osaka             | 2e       | 4 × 100 m     | 42 s 01       |
| 2008 | Jeux olympiques               | Pékin             | 2e       | 100 m         | 10 s 98       |
| 2008 | Jeux olympiques               | Pékin             | 3e       | 200 m         | 22 s 00       |
| 2008 | Finale mondiale               | Stuttgart         | 2e       | 100 m         | 11 s 06       |
| 2008 | Finale mondiale               | Stuttgart         | 3e       | 200 m         | 22 s 72       |
| 2009 | Championnats du monde         | Berlin            | 2e       | 100 m         | 10 s 75       |
| 2009 | Championnats du monde         | Berlin            | 1re      | 4 × 100 m     | 42 s 06       |
| 2009 | Finale mondiale               | Thessalonique     | 3e       | 100 m         | 10 s 90       |
| 2009 | Finale mondiale               | Thessalonique     | 3e       | 200 m         | 22 s 42       |
| 2011 | Championnats du monde         | Daegu             | 6e       | 100 m         | 11 s 15       |
| 2011 | Championnats du monde         | Daegu             | 5e       | 200 m         | 22 s 70       |
| 2011 | Championnats du monde         | Daegu             | 2e       | 4 × 100 m     | 41 s 70       |
| 2012 | Jeux olympiques               | Londres           | 2e       | 4 × 100 m     |               |
| 2013 | Championnats du monde         | Moscou            | 5e       | 100 m         | 10 s 97       |
| 2013 | Championnats du monde         | Moscou            | 1re      | 4 × 100 m     | 41 s 29       |
| 2013 | Ligue de diamant              | Ligue de diamant  | 3e       | 100 m         | détails       |
| 2014 | Relais mondiaux de l'IAAF     | Nassau            | 2e       | 4 × 100 m     | 42 s 28       |
| 2014 | Jeux du Commonwealth          | Glasgow           | 3e       | 100 m         | 11 s 07       |
| 2014 | Jeux du Commonwealth          | Glasgow           | 1re      | 4 × 100 m     | 41 s 83       |
| 2014 | Ligue de diamant              | Ligue de diamant  | 2e       | 100 m         | détails       |
| 2015 | Relais mondiaux de l'IAAF     | Nassau            | 1re      | 4 × 100 m     | 42 s 14       |
| 2015 | Jeux panaméricains            | Toronto           | 5e       | 200 m         | 23 s 07       |
| 2015 | Jeux panaméricains            | Toronto           | 2e       | 4 x 100 m     | 42 s 68       |
| 2015 | Championnats NACAC            | San José          | 4e       | 200 m         | 22 s 80       |
| 2015 | Championnats du monde         | Pékin             | 1re      | 4 x 100 m     | séries        |

## Records
| Épreuve | Temps   | Date        | Lieu                         |
| ------- | ------- | ----------- | ---------------------------- |
| 100 m   | 10 s 75 | Rome Berlin | 10 juillet 2009 17 août 2009 |
| 200 m   | 21 s 99 | Kingston    | 29 juin 2008                 |
| 400 m   | 51 s 83 | Auburn      | 6 avril 2013                 |

| Épreuve | Temps   | Date         | Lieu            |
| ------- | ------- | ------------ | --------------- |
| 50 m    | 6 s 71  | Gainesville  | 26 février 2006 |
| 60 m    | 7 s 14  | Lexington    | 25 février 2007 |
| 200 m   | 22 s 58 | Fayetteville | 9 mars 2007     |